# リッスン・ライク・シーヴズ
『リッスン・ライク・シーヴズ』(Listen Like Thieves) は、オーストラリアのロック・バンドINXSの5枚目のスタジオ・アルバム。1985年10月14日にリリースされた。オーストラリアのチャートであるケント・ミュージック・レポートのアルバム・チャートでは2週間にわたって首位に立った。このアルバムは、バンドを広く国際的に認知させたアルバムとされており、アメリカ合衆国の Billboard 200 で最高11位となり、カナダの『RPM』100アルバムでは最高24位、全英アルバムチャートではトップ50入りとなった。
このアルバムには、バンドにとって初めての全米トップ5入りを果たした「ホワット・ユー・ニード」が収録されており、この曲はカウントダウン音楽・ビデオ賞 (Countdown Music and Video Award) の最優秀ビデオ賞を受賞した。また、このアルバムは、プロデューサーのクリス・トーマスとバンドとの、その後も断続的に続いた協力関係の最初の作品であった。
日本語では、後年に発売されたCDなどで『リッスン・ライク・シーヴス』と表記されることもある。

## 背景
『リッスン・ライク・シーヴズ』は、INXSの5枚目のスタジオ・アルバムである。シドニーを拠点とするこのグループは、1977年に結成され、ファリス3兄弟のアンドリューがギターとキーボード、ジョンがパーカッションとドラムス、ティムがギターを担当し、ギャリー・ゲイリー・ビアーズがベース、マイケル・ハッチェンスがリード・ボーカル、カーク・ペンギリーがギターとサクソフォーン、ボーカルという編成であった。前作『スウィング』（1984年4月）は、地元オーストラリアのケント・ミュージック・レポートのアルバム・チャートで首位に立ち、ニュージーランドのオフィシャル・ニュージーランド・ミュージック・チャートでも最高6位まで上昇した。各国のチャートにおいても、アメリカ合衆国の Billboard 200 で最高52位、カナダの『RPM』では最高24位となったが、INXSは更なる衝撃を世界に与えたいと思っていた。
前作のアルバムをニューヨークとオックスフォードシャーで録音したINXSは、シドニーに戻り、かつてセックス・ピストルズやプリテンダーズ、ロキシー・ミュージック、エルトン・ジョンなどを手がけた音楽プロデューサーであるクリス・トーマスと組み、当時サリー・ヒルズにあったリノセロス・スタジオ (Rhinoceros Studios) でレコーディングに入った。

## 録音・制作
『リッスン・ライク・シーヴズ』は、オーストラリアのニューサウスウェールズ州シドニーにあるリノセロス・スタジオで、3ヶ月の時間をかけて制作された。収録曲の多くは、それまでも楽曲作りを組んでおこなっていたボーカルのハッチェンスと多くの楽器をこなすファリスの2人組によって書かれた。制作が大詰めを迎えた頃、トーマスはバンドに、決定的なヒット・シングルになる楽曲が欠けていると告げ、バンドの面々はそれを受けて数日間スタジオを離れ、その間に最後の1曲ができあがった。「クリス・トーマスは僕たちに、まだ「ヒット」がないぞ、と言ったんだ (Chris Thomas told us there was still no 'hit')」とファリスは後に回想している。「僕らはその晩スタジオを離れたんだ、まだ1日余裕があることも、とにかく「ヒット」を生み出さなきゃならないことも分かっていたから。プレッシャーをかけられたわけさ。(We left the studio that night knowing we had one day left and we had to deliver a 'hit'. Talk about pressure.)」ハッチェンスとファリスは、アルバム制作中にファリスが作曲したデモをひと通り聞き直した。まだ使っていなかったデモ素材の中から、残されていたデモの中から、トーマスは「Funk Song no 13」と題されていたデモを選び出し、これを基に曲を書くようふたりを説得した。「それは素晴らしい出来だった。＜このグルーヴ感なら10分間は聴き続けられる＞と思ったね。そこで、「このグルーヴでやってみよう」と言ったんだ。(It was great. I thought, 'I could listen to that groove for 10 minutes!' I said, 'Let's work with that groove)」とトーマスは述べている。INXSは、その後2日間このデモを基に曲を作り、最終的にこれがヒット・シングル「ホワット・ユー・ニード」となり、バンドにとって初めての全米トップ5入りを果たすことになった。

## 評価

### 批評家の反応
| 専門評論家によるレビュー | 専門評論家によるレビュー |
| レビュー・スコア         | レビュー・スコア         |
| 出典                     | 評価                     |
| ------------------------ | ------------------------ |
| AllMusic                 | [ 15 ]                   |
| Rolling Stone (1985)     | (favorable)              |
| Rolling Stone (2004)     | [ 17 ]                   |

オールミュージック (AllMusic) のスティーヴン・トマス・アールワインは、『リッスン・ライク・シーヴズ』によって、バンドは「優れたロックン・ロールのシングルをいくつも生み出すバンドへと変貌を遂げた (completes its transition into an excellent rock & roll singles band)」と述べている。しかし同時に「この新しい編成がうまく機能しているのは3曲しかない (the new configuration only works for three songs)」とも述べており、その3曲とはアルバムからの最初の3枚のシングル曲「ホワット・ユー・ニード」、「リッスン・ライク・シーヴズ」、「キッス・ザ・ダート」だとしている。オーストラリアの音楽学者イアン・マクファーレーンは、この作品について、「それまでのINXSの作品よりもサウンドがよりハードになっているが、その分『スウィング』を魅力的なものにしていたポップなスマートさにはいくらか欠けるところがある (a much harder sound than heard on previous INXS records, but somehow it lacked the pop smarts that had made The Swing so appealing)」と論じている。
『ローリング・ストーン』誌のパーク・ピューターバウ (Parke Puterbaugh) は、INXSが「ジャングルに迷い込んだか、それとも股間に入ったか? (going for the jugular – or is that the groin?)」と感じたと述べ、トーマスと組んだことで彼らが「レッド・ツエッペリン風のバリバリのロックという過激な音響とディスコ風の活き活きしたステップのビートという、およそあり得ない組み合わせをでっち上げたのだ (forge an unlikely union between the sonic extremism of Led Zeppelin-style crunch rock and the step-lively beat of disco)」と述べ、そのためこのアルバムは、「情熱をもってロックしながら、あなたの足を脅し、バックビートに乗って踊らせまいと封印している (rocks with passion and seals the deal with a backbeat that'll blackmail your feet)」としている。

## トラックリスト
| 全作詞・作曲: 特記のない限り、アンドリュー・ファリス、マイケル・ハッチェンス。 | |                                                                          |                                                                          |      |
| #                                                                              | タイトル | 作詞                                                                     | 作曲・編曲                                                               | 時間 |
| 1.                                                                             | 「ホワット・ユー・ニード (What You Need)」                                                                                             | 特記のない限り、 アンドリュー・ファリス 、 マイケル・ハッチェンス [ 18 ] | 特記のない限り、 アンドリュー・ファリス 、 マイケル・ハッチェンス [ 18 ] | 3:35 |
| 2.                                                                             | 「リッスン・ライク・シーヴズ (Listen Like Thieves)」(Garry Gary Beers, A. Farriss, Jon Farriss, Tim Farriss, Hutchence, Kirk Pengilly) | 特記のない限り、 アンドリュー・ファリス 、 マイケル・ハッチェンス [ 18 ] | 特記のない限り、 アンドリュー・ファリス 、 マイケル・ハッチェンス [ 18 ] | 3:46 |
| 3.                                                                             | 「キッス・ザ・ダート (Kiss the Dirt (Falling Down the Mountain))」                                                                     | 特記のない限り、 アンドリュー・ファリス 、 マイケル・ハッチェンス [ 18 ] | 特記のない限り、 アンドリュー・ファリス 、 マイケル・ハッチェンス [ 18 ] | 3:56 |
| 4.                                                                             | 「運命の輝き (Shine Like It Does)」 | 特記のない限り、 アンドリュー・ファリス 、 マイケル・ハッチェンス [ 18 ] | 特記のない限り、 アンドリュー・ファリス 、 マイケル・ハッチェンス [ 18 ] | 3:05 |
| 5.                                                                             | 「グッド・アンド・バッド・タイムズ (Good + Bad Times)」(Hutchence, Pengilly)                                                           | 特記のない限り、 アンドリュー・ファリス 、 マイケル・ハッチェンス [ 18 ] | 特記のない限り、 アンドリュー・ファリス 、 マイケル・ハッチェンス [ 18 ] | 2:46 |
| 6.                                                                             | 「嘆きの弾丸 (Biting Bullets)」(Hutchence, Pengilly)                                                                                   | 特記のない限り、 アンドリュー・ファリス 、 マイケル・ハッチェンス [ 18 ] | 特記のない限り、 アンドリュー・ファリス 、 マイケル・ハッチェンス [ 18 ] | 2:49 |
| 7.                                                                             | 「ジス・タイム (This Time)」(A. Farriss)                                                                                               | 特記のない限り、 アンドリュー・ファリス 、 マイケル・ハッチェンス [ 18 ] | 特記のない限り、 アンドリュー・ファリス 、 マイケル・ハッチェンス [ 18 ] | 3:11 |
| 8.                                                                             | 「スリー・シスターズ (Three Sisters (Instrumental))」(T. Farriss)                                                                      | 特記のない限り、 アンドリュー・ファリス 、 マイケル・ハッチェンス [ 18 ] | 特記のない限り、 アンドリュー・ファリス 、 マイケル・ハッチェンス [ 18 ] | 2:27 |
| 9.                                                                             | 「セイム・ダイレクション (Same Direction)」                                                                                            | 特記のない限り、 アンドリュー・ファリス 、 マイケル・ハッチェンス [ 18 ] | 特記のない限り、 アンドリュー・ファリス 、 マイケル・ハッチェンス [ 18 ] | 4:58 |
| 10.                                                                            | 「ワン・バイ・ワン (One x One)」 | 特記のない限り、 アンドリュー・ファリス 、 マイケル・ハッチェンス [ 18 ] | 特記のない限り、 アンドリュー・ファリス 、 マイケル・ハッチェンス [ 18 ] | 3:05 |
| 11.                                                                            | 「レッド・レッド・サン (Red Red Sun)」(A. Farriss, J. Farriss)                                                                         | 特記のない限り、 アンドリュー・ファリス 、 マイケル・ハッチェンス [ 18 ] | 特記のない限り、 アンドリュー・ファリス 、 マイケル・ハッチェンス [ 18 ] | 3:32 |
| 合計時間:                                                                      | 合計時間: | 37:16                                                                    |                                                                          |      |

## パーソネル
アルバムのライナーノーツの記載による。
| INXS のメンバー - マイケル・ハッチェンス - ボーカル - カーク・ペンギリー - ギター、サクソフォーン、ボーカル - ギャリー・ゲイリー・ビアーズ - ベース - アンドリュー・ファリス - キーボード、ギター - ジョン・ファリス - ドラムス、パーカッション - ティム・ファリス - ギター | その他 - クリス・トーマス - プロデューサー |

## チャートと認証
| 国               | チャート                           | 最高位 | 認証             |
| ---------------- | ---------------------------------- | ------ | ---------------- |
| オーストラリア   | ケント・ミュージック・レポート     | 1      | AUS: 4× Platinum |
| カナダ           | RPM 100 Albums                     | 24     |                  |
| ニュージーランド | ニュージーランド・レコード産業協会 | 4      | NZ: Platinum     |
| スイス           | シュヴァイツァー・ヒットパラーデ   | 30     |                  |
| イギリス         | 全英アルバムチャート               | 46     |                  |
| アメリカ合衆国   | Billboard 200                      | 11     | US: 2× Platinum  |

## シングル
- ホワット・ユー・ニード
  - B面には、オーストラリアでは「アイム・オーヴァー・ユー (I'm Over You)」が収められて1985年8月にリリースされたが[26]、UK盤、US盤や日本盤では「スウィート・アズ・シン」が収録されたほか[27][28][29]、各国で様々なバリエーションがある[30]。
- ジス・タイム
  - B面には、オーストラリアではギャリー・ゲイリー・ビアーズのソロ曲「スウィート・アズ・シン (Sweet as Sin)」が収められて1985年11月にリリースされたが[31]、UK盤では「オリジナル・シン」の「Extended Version」[32]、US盤や日本盤などでは「アイム・オーヴァー・ユー (I'm Over You)」が収録されたほか[33][34]、各国で様々なバリエーションがある[35]。
- キッス・ザ・ダート
  - B面には、オーストラリア盤、「シックス・ノッツ」と「ワン・シング（ライヴ）」が収められて1986年3月にリリースされ[36]、UK盤、US盤ともB面は同様であったが[37][38]、日本盤では「ビーゴットゥン (Begotten)」がB面に収録された[39]。
- リッスン・ライク・シーヴズ
  - B面には、オーストラリアでは「ディファレント・ワールド (Different World) 」が収められた1986年6月にリリースされたが[40]、UK盤、US盤では「ビーゴットゥン (Begotten)」が収録されたほか[41][42]、日本盤では1分足らずの短い曲「シックス・ノッツ (Six Knots)」と「ワン・シング (The One Thing)」のライヴ版が収録された[43]、さらに各国で様々なバリエーションがある[44]。

以上、いずれについても12インチ盤、EP盤などで様々なB面曲が異なるバージョンが存在する。

## ビデオ
- ジス・タイム
- ホワット・ユー・ニード
- キッス・ザ・ダート
- リッスン・ライク・シーヴズ